# Vanilla schwackeana
Vanilla schwackeana är en orkidéart som beskrevs av Frederico Carlos Hoehne. Vanilla schwackeana ingår i släktet Vanilla och familjen orkidéer. Inga underarter finns listade i Catalogue of Life.